# Brigitte Plateau
Brigitte Plateau née le 12 mars 1954 est une informaticienne française.
Professeure des universités à Grenoble INP depuis 1988, elle y est aujourd'hui chargée de la stratégie en matière de réseaux européens après avoir exercé, de 2012 à 2017, la mission d'administratrice générale du groupe Grenoble INP, (première femme à ce poste en 100 ans).
Elle a contribué en 2014 à la création de l'Afdesri (Association des femmes dirigeantes de l'enseignement supérieur, de la recherche et de l'innovation). Elle en a d'ailleurs été la présidente tout comme celle d'Allistene (Alliance des sciences et technologies du numérique).
En mars 2020, elle est élue présidente de l'association Talents du Numérique, dont Grenoble INP est membre. Cette association réunit établissements d'enseignement supérieur et entreprises. Elle a notamment pour mission de faire connaître et de réfléchir à l'avenir des formations et métiers du numérique.

## Carrière
Ancienne élève de l'École normale supérieure de Fontenay-aux-Roses, agrégée de mathématiques (option probabilités), Brigitte Plateau soutient en 1980 une thèse de troisième cycle (DEA) en informatique à l’Université de Paris XI puis, en 1984, une thèse d’État en informatique. Elle est d’abord chargée de recherche au CNRS, puis enseigne à l’université du Maryland aux États-Unis. En 1988, elle est nommée professeure des universités à Grenoble Institut polytechnique, affectée à l’Ensimag et au laboratoire de génie informatique. En 1999, elle crée le Laboratoire informatique et distribution (Grenoble INP-UJF-CNRS) qu’elle dirige jusqu’en 2004. Puis elle crée en janvier 2007 le Laboratoire d'informatique de Grenoble associé à l’Institut national de recherche en informatique et en automatique (Inria). Ses travaux de recherche portent sur les performances des systèmes informatiques, particulièrement des systèmes répartis et parallèles. Elle étudie les techniques de modélisation des systèmes d'attente, l'algorithmique distribuée et les calculateurs massivement parallèles (programmation et observation). Elle est spécialiste du calcul de haute performance avec parallélisme massif. Elle a dirigé 35 thèses de doctorat dans ces domaines .
En 2010, Brigitte Plateau devient directrice de l'école Ensimag de Grenoble-INP. En février 2012, elle est élue administrateur général du groupe Grenoble-INP, première femme à ce poste,. Elle est réélue pour un mandat de 4 ans en février 2016.
En novembre 2014, elle devient présidente de l'AFDESRI, dont l'objectif est de lutter contre le plafond de verre qui affecte les femmes dans le domaine universitaire. Elle dirige aussi l'Allistene, ce qui fait d'elle la première femme présidente d'une alliance de recherche.
Elle a participé à des instances scientifiques nationales du CNRS, de l'ANR, l'INRIA, et du Ministère de l'Enseignement supérieur et de la Recherche (MESR).
Lors du Conseil des ministres du 11 octobre 2017, elle est nommée directrice générale de l'enseignement supérieur et de l'insertion professionnelle du ministère de l'enseignement supérieur, de la recherche et de l'innovation. Elle quitte ses fonctions en juillet 2019.

## Prix et distinctions
- 2011 : chevalier de la Légion d'honneur[14]
- 2012 : Grand prix de la fondation Airbus Group de l’académie des sciences[15]
- 2015 : officier de l'Ordre national du Mérite[16]
- 2022 : membre de l'Académie des technologies[17]